# 伏見奉行
伏見奉行（ふしみぶぎょう）は、江戸幕府の役職の一つ。遠国奉行の一。

## 概要
伏見町、御城山（旧伏見城）、周辺の8カ村を管轄した。また、江戸幕府成立期には、畿内近国八か国を総監する上方郡代を兼ねた。その後も、宇治川（淀川）にて京都と大阪（大坂）を結ぶ水運の拠点・伏見港の支配と参勤交代の西国大名の監視、京都御所の警備などにあたった。こういった経緯から、遠国奉行としては異例であるが、身分の高い大名格の者が任命された。
身分は老中支配・諸大夫、役高は持高（設定なし）。配下に与力10騎、同心50人。寛文6年（1666年）の設立から元禄9年 - 11年（1696年 - 1698年）および文化5年 - 7年（1808年 - 1810年）の二度の中断を挟み、慶応3年（1867年）の廃止まで続いた。

## 沿革
伏見町と8ヶ村（堀内村、大亀谷村、深草村、毛利治部村、景勝村、六地蔵村、三栖村、向島村）は、桃山時代から江戸時代初期には伏見城を中心に大名屋敷の建ち並ぶ中央政治都市として重要な役割を果たしたが、当時は伏見城番などが町奉行を兼ねていた。
元和9年12月（1624年1月）の伏見廃城に伴い、大名の小堀政一（遠州）が最初の伏見奉行に任ぜられる。寛永9年（1632年）、富田信濃守屋敷跡に伏見奉行所を移転新築。寛永11年（1634年）、政一はさらに上方郡代に任ぜられ、正保4年2月6日（1647年3月12日）、伏見奉行屋敷にて69歳で死去した。
寛文6年3月（1666年）に改めて奉行職が創設される。実際には旗本の水野忠貞が正保4年（1647年）から小堀政一に代わり上方郡代として伏見で活動しており、実務的には上方郡代の職務を、京都町奉行・京都代官・伏見奉行に分割したと言える。身分上は老中支配だったが、職務上は京都所司代の下に属し、これは京都町奉行や奈良奉行と同様だった。

## 歴代奉行
以下は歴代の上方郡代/伏見奉行および在任期間の一覧である。
・上方郡代
- 小堀政一 - 寛永元年（1624）[6]～正保4年（1647）
- 水野忠貞 - 正保4年（1647）～寛文6年（1666）

・伏見奉行
- 水野忠貞 - 寛文6年（1666）～寛文9年（1669）
- 仙石久俊 - 寛文9年（1669）～天和元年（1681）
- 戸田忠利 - 天和2年（1682）～貞享3年（1686）
- 岡田善次 - 貞享3年（1686）～元禄7年（1694）
- 青山幸豊 - 元禄7年（1694）～元禄9年（1696）
- （廃止）元禄9年（1696）～11年（1698）
- 建部政宇 - 元禄11年（1698）～正徳4年（1714）
- 石川総乗 - 正徳4年（1714）～享保5年（1720）
- 北条氏朝 - 享保5年（1720）～享保19年（1734）
- 小堀政峯 - 享保19年（1734）～延享3年（1746）
- 菅沼定用 - 延享3年（1746）～寛延4年（1751）
- 堀直寛 - 寛延4年（1751）～宝暦8年（1758）
- 久留島光通 - 宝暦8年（1758）～明和元年（1764）
- 本多忠栄 - 明和元年（1764）～安永7年（1778）
- 小堀政方 - 安永7年（1778）～天明5年（1785）
- 久留島通祐 - 天明5年（1785）～寛政3年（1791）
- 本庄道利 - 寛政3年（1791）～寛政7年（1795）
- 松平喜生 - 寛政7年（1795）～寛政12年（1800）
- 加納久周 - 寛政12年（1800）～文化4年（1807）
- （廃止）文化5年（1808）～7年（1810）
- 本多政房 - 文化7年（1810）～文化11年（1814）
- 丹羽氏昭 - 文化12年（1815）～文政2年（1819）
- 仙石久功 - 文政2年（1819）～文政6年（1823）
- 堀田正民 - 文政6年（1823）～文政10年（1827）
- 本庄道貫 - 文政10年（1827）～天保4年（1833）
- 加納久儔 - 天保4年（1833）～天保9年（1838）
- 内藤正縄 - 天保9年（1838）～安政6年（1858）
- 林忠交 - 安政6年（1858）～慶応3年（1867）

## 奉行所
寛永9年（1632年）、伏見城南方清水谷の山口駿河守屋敷にあった奉行所と六地蔵西町の小堀遠江守屋敷の居宅を、伏見城西方常磐町の富田信濃守屋敷跡に移転新築。以後、慶応4年（1868年）の鳥羽・伏見の戦いで焼失するまで、江戸時代を通してその屋敷に奉行所が置かれることになる。
遠州流茶道の祖・政一により作られたこの新しい奉行屋敷は、奉行所としての機能と、奉行の居宅としての機能を併せ持った。他の奉行所とは異なり特徴的なのは、「松翠亭」「転合庵」「成趣庵」という3つの茶室や、数奇屋「松翠亭」など、茶の湯で使用する目的で配された部屋が多いことである。また、作庭家としても名高い遠州の手により、伏見城の礎石などを利用した庭園が造られ、自身が茶道師範を務めた3代将軍徳川家光を迎えるなど、政務と茶の湯が深く交わっていた。
跡地は現在は京都市営桃陵団地となっている。現地には碑があるのみとなっている。